# EVIP Progress
EVIP Progress – przedsiębiorstwo prowadzące działalność w zakresie usług prawnych, administracyjnych oraz finansowo-analitycznych.

## Historia
Spółka powstała 4 czerwca 1997. Była współinwestorem przy zakupie Stoczni Gdańskiej będącej w stanie upadłości. Do roku 2006 EVIP Progress była, wraz z funduszami rządu amerykańskiego, współwłaścicielem wydzielonej ze Stoczni Gdańskiej spółki developerskiej Synergia 99. Obecnie spółka nosi nazwę GH INVESTMENTS Spółka Akcyjna.

## Rada Nadzorcza
Członkowie Rady Nadzorczej: Michał Dębski, Andrzej Dariusz Mioduszewski.